# Austin Scott

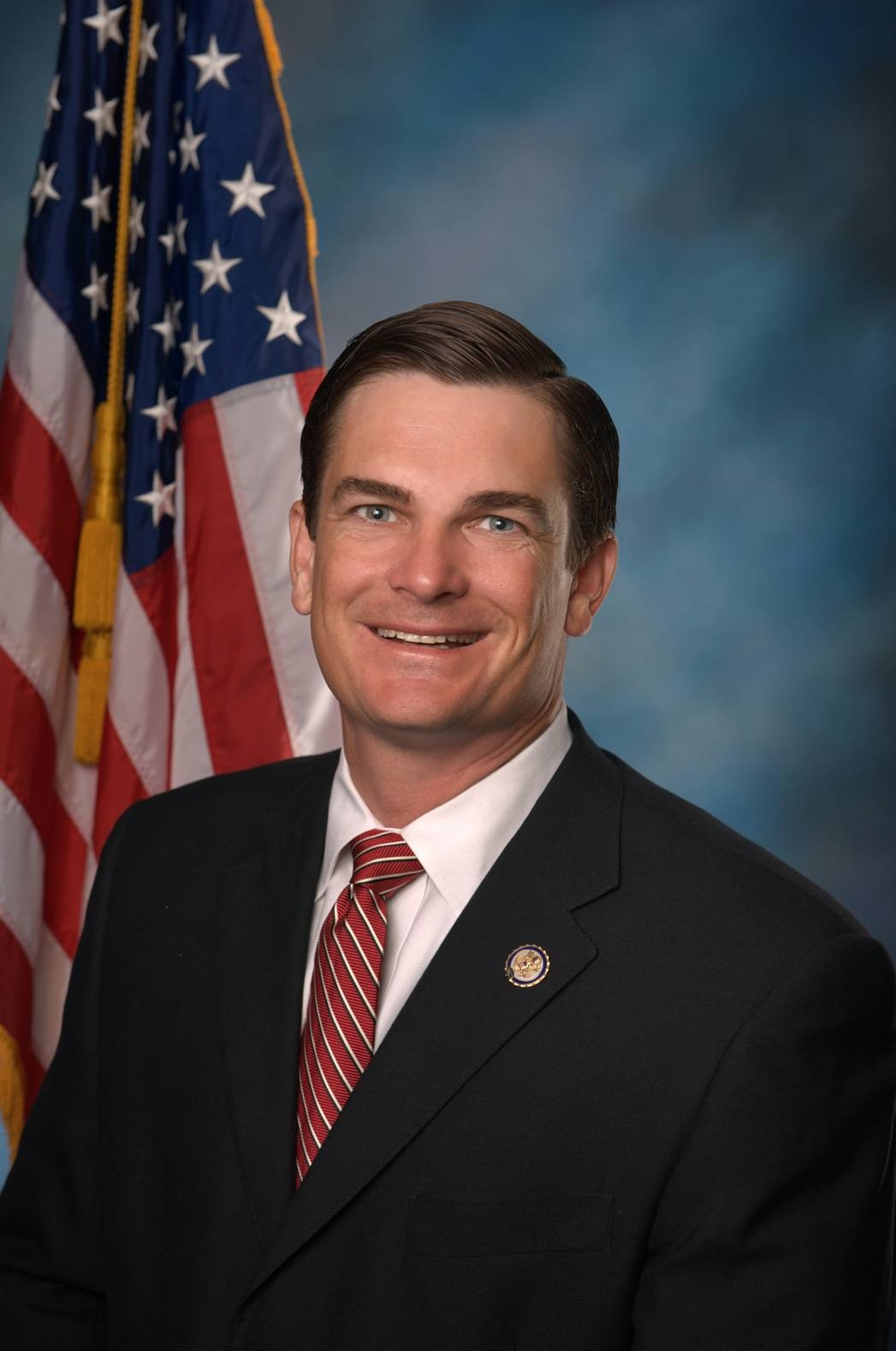
Austin Scott

Austin Scott (* 10. Dezember 1969 in Augusta, Georgia) ist ein US-amerikanischer Politiker der 
Republikanischen Partei. Seit Januar 2011 vertritt er den Bundesstaat Georgia im US-Repräsentantenhaus.

## Werdegang
Austin Scott ist der Sohn eines Orthopäden und einer Lehrerin. Bis 1993 studierte er an der University of Georgia in Athens. Danach stieg er in das Geschäftsleben ein und wurde Präsident der Southern Group LLC und Teilhaber der Lockett Station Group LLC.
Austin Scott hat mit seiner Frau Vivien drei Kinder. Er lebt mit seiner Familie privat in Ashburn.

## Politik
Politisch schloss Scott sich der Republikanischen Partei an. Zwischen 1996 und Anfang 2011 saß er als Abgeordneter im Repräsentantenhaus von Georgia. Er vertrat dort 1996 bis 2003 den 153. Wahlkreis, dann bis 2005 den 138. Wahlkreis und dann bis 2011 den 165. Wahlkreis. Für das Jahr 2010 plante er ursprünglich eine Kandidatur für das Amt des Gouverneurs. Dieses Vorhaben gab er aber vorzeitig auf.
Bei den Kongresswahlen des Jahres 2010 wurde Scott im achten Wahlbezirk von Georgia in das US-Repräsentantenhaus in Washington, D.C. gewählt, wo er am 3. Januar 2011 die Nachfolge des Demokraten James C. Marshall antrat, den er bei der Wahl geschlagen hatte. In den folgenden Kongresswahlen 2012 und 2014 hatte er in dem gerrymanderten 8. Kongresswahlbezirk keine Herausforderer und wurde damit wiedergewählt. 2016 gewann er mit 67,6 % und hatte dann 2018 erneut keinen Gegenkandidaten. Die Wahl 2020 entschied er mit 64,5 % für sich und die Wahl zum 118. Kongress 2022 mit 68,6 %.
Im Oktober 2023 bewarb er sich nach dem Sturz von Kevin McCarthy und der Verhinderung von Steve Scalise  in der republikanischen Fraktion für die Nominierung zum Sprecher des Repräsentantenhauses der Vereinigten Staaten des 118. Kongresses, unterlag jedoch mit 81 zu 124 Stimmen seinem Fraktionskollegen Jim Jordan.
Bei den Wahlen zum Repräsentantenhaus der Vereinigten Staaten 2024 gewann er mit 68,9 %. Seine aktuelle Legislaturperiode im 119. Kongress dauert damit bis zum 3. Januar 2027.